# Subdivisões do Paraguai

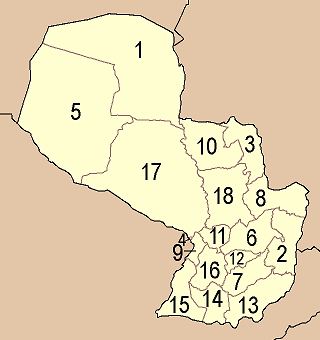
Mapa das Subdivisões do Paraguai

O Paraguai, para efeitos da estrutura política e administrativa, está dividido em departamentos, municípios e distritos, dentro da Constituição. São dezessete departamentos e o Distrito Capital. Abaixo está a relação em ordem alfabética com as respectivas capitais entre parênteses:
1. Alto Paraguay (Fuerte Olimpo)
2. Alto Paraná (Ciudad del Este)
3. Amambay (Pedro Juan Caballero)
4. Distrito Capital (Assunção (capital do país))
5. Boquerón (Filadelfia)
6. Caaguazú (Coronel Oviedo)
7. Caazapá (Caazapá)
8. Canindeyú (Salto del Guairá)
9. Central (Areguá)
10. Concepción (Concepción)
11. Cordillera (Caacupé)
12. Guairá (Villarrica)
13. Itapúa (Encarnación)
14. Misiones (San Juan Bautista)
15. Ñeembucú (Pilar)
16. Paraguarí (Paraguarí)
17. Presidente Hayes (Pozo Colorado)
18. San Pedro (San Pedro)